# Walter David Baker
Walter David Baker PC QC (* 22. August 1930 in Ottawa, Ontario; † 13. November 1983) war ein kanadischer Politiker der Progressiv-Konservativen Partei (PC), der elf Jahre lang Mitglied des Unterhauses sowie zwischen 1979 und 1980 Minister für nationale Einkünfte im 21. kanadischen Kabinett von Premierminister Joe Clark war.

## Leben
Baker absolvierte nach dem Schulbesuch ein Studium der Rechtswissenschaften und war danach als Solicitor sowie als Rechtsanwalt tätig. Für seine juristischen Verdienste wurde er schließlich zum Kronanwalt (Queen’s Counsel) ernannt.
Bei der Wahl vom 30. Oktober 1972 wurde er als Kandidat der Progressiv-konservativen Partei (PC) erstmals zum Mitglied des Unterhauses gewählt und vertrat in diesem zunächst den Wahlkreis Grenville-Carlton und danach seit der Wahl vom 22. Mai 1979 bis zu seinem Tod am 13. November 1983 den Wahlkreis Nepean-Carleton. Während dieser Zeit war er zwischen dem 21. September 1974 und dem 24. Februar 1976 stellvertretender Vorsitzender und danach vom 25. Februar 1976 bis zum 26. März 1979 Vorsitzender der Fraktion der Progressiv-konservativen Partei im Unterhaus und war damit Oppositionsführer. 
Am 4. Juni 1979 wurde er von Premierminister Joe Clark als Minister für nationale Einkünfte sowie Präsident des Kanadischen Kronrates in das 21. Kabinett Kanadas berufen, dem er bis zum Ende von Clarks Amtszeit am 2. März 1980 angehörte. Als solcher war er zwischen dem 9. Oktober und dem 14. Dezember 1979 auch Führer der Regierung im Unterhaus. Darüber hinaus war er von Juli 1979 bis März 1980 Vorsitzender des Kabinettsausschusses für Gesetzgebung und Planung der Unterhausarbeit und des Sonder-Kabinettsausschusses für den Kronrat sowie Vize-Vorsitzender des Kabinettsausschusses für Wirtschaftlichkeit der Regierung.
Nach der Wahlniederlage bei der Unterhauswahl vom 18. Februar 1980 fungierte er zwischen dem 14. April 1980 und dem 8. September 1981 erneut als Vorsitzender der PC-Fraktion sowie Oppositionsführer im Unterhaus. Im Anschluss war er vom 9. September 1981 bis zu seinem Tod 1983 Sprecher seiner Fraktion für das Schatzamt sowie zwischen 1983 und seinem Tod auch Sprecher der PC-Fraktion für den Kronrat und Regierungsoperationen. Zugleich war er vom 14. April 1980 bis zu seinem Tod auch Vize-Vorsitzender des Sonder-Unterhausausschusses für Standesregeln und Geschäftsordnung.

## Veröffentlichung
- Shaping the future: Canada in a global society: 1978 conference proceedings, Herausgeber, Ottawa, Centre for Policy and Management Studies, 1979